# Адмајер (Канзас)
Адмајер (енгл. Admire) град је у америчкој савезној држави Канзас.

## Демографија
По попису из 2010. године број становника је 156, што је 21 (-11,9%) становника мање него 2000. године.
| Група             | 2000.       | 2010.       |
| Белци             | 168 (94,9%) | 139 (89,1%) |
| Афроамериканци    | 0 (0,0%)    | 0 (0,0%)    |
| Азијати           | 0 (0,0%)    | 0 (0,0%)    |
| Хиспаноамериканци | 2 (1,1%)    | 11 (7,1%)   |
| Укупно            | 177         | 156         |